# Ступінь Ad eundem
Ступінь Ad eundem (лат. ad eundem gradum) (з лат. у тому ж ранзі) — це академічний ступінь, який університет чи коледж присвоює випускнику іншого навчального закладу, визнаючи його повноваження наданням порівняльного статусу. Цей процес називають інкорпорацією.
Отримувач ступеня Ad eundem часто є працівником закладу, який присуджує ступінь. Наприклад, в Кембриджському університеті інкорпорація застосовується до осіб, які зараховані до університетського офісу, є керівниками чи стипендіатами коледжу, обрані на певні посади в коледжі.
В університетах Європи інкорпорація почала застосовуватися ще в у 15 столітті — на початку 16 століття. Практика інкорпорації зменшилася на початку 19 століття, більшість коледжів відмовилися від ступеня Ad eundem і визнавали лише «здобутий» ступінь. Проте вона продовжується, наприклад в Оксфордському університеті, Кембриджському університеті, Триніті Коледжі (Дублін).
Між 1904 і 1907 роками кілька студенток отримали академічні ступені в Трініті-коледжі Дублінського університету, в той час, коли їхні власні університети в Оксфорді та Кембриджі відмовляли жінкам в присудженні ступенів.